# La fisica dell'acqua
La fisica dell'acqua è un film del 2009 diretto da Felice Farina.

## Trama
Alessandro è un bambino orfano di padre. Le sue angosce gli procurano allucinazioni su quello che lo spaventa di più: l'acqua. Sua madre va insieme allo zio in un'agenzia per vendere la casa. Il piccolo se ne accorge e segue la macchina per qualche chilometro, per poi terminare la sua corsa sulla scena di un orribile incidente. Alessandro viene portato via da un commissario. Alessandro parla delle sue allucinazioni sull'acqua e dei suoi tentativi di cacciare lo zio di casa. Attraverso queste allucinazioni in lui scatta un meccanismo che lo porta a risvegliare, tramite un incontro con un commissario, un lato della memoria inaccessibile alla volontà umana.